# Lacanobia clarivittata
Lacanobia clarivittata là một loài bướm đêm trong họ Noctuidae.